# Оржавенік
Оржавенік (біл. Аржавенік) — персонаж білоруської міфології, головний та найстаріший з болотних духів — цар боліт, на рівні з Богником, але на відміну від нього — Оржавенік живе у іржавому болоті, а не торф'яному тому він повністю покритий іржею. Оржавенік неймовірно ледачий та повністю нейтральний до людей дух, завжди живе безтурботно.

## Опис
Оржавенік це болотний чорт, що живе у центрі болота на самоті від інших істот. Найчастіше постає у вигляді товстого старичка, зі шкірою брудно-червоного кольору, з іржавими плямами через розчинену в болоті залізну руду, з тонкими, як стебло, ногами, покритими іржавими палицями. Спеціально не займається полюванням на живих істот в околицях свого місця проживання, в основному доручаючи видобуток їжі для себе іншим мешканцям болота, проте, іноді його здобиччю може стати рідкісна тварина, що застрягла у багнюці, або нічний п'яниця, який випадково заблукав в його обителі Орженік набагато спокійніший ніж його брат Богнік. Його ніколи не турбують люди, адже він завжди проживає на неродючій землі. Болотний чорт практично безсмертний, і може загинути тільки через повне висушення болота, тому — йому не страшна навіть серйозна спека, через що він живе безтурботно, постійно обростаючи новими шарами бруду, твані й заліза. Через його перебування в болоті воно продовжує ржавіти та навіть взимку брудно-ржаві плями болота видно через шар снігу і льоду.